# 8031 Williamdana
8031 Williamdana este un asteroid din centura principală de asteroizi.

## Descriere
8031 Williamdana este un asteroid din centura principală de asteroizi. A fost descoperit pe 7 martie 1992 la Kushiro de Seiji Ueda și Hiroshi Kaneda. Asteroidul prezintă o orbită caracterizată de o semiaxă mare de 2,29 ua, o excentricitate de 0,06 și o înclinație de 7,6° în raport cu ecliptica.